# Route nationale 744
Die Route nationale 744, kurz N 744 oder RN 744, war eine französische Nationalstraße, die von 1933 bis 1973 zwischen Mauléon und Niort in zwei Abschnitten verlief. Ihre Gesamtlänge betrug 76 Kilometer.

## Straßenverlauf
Der erste Abschnitt führte von der Ortschaft Mauléon über Cerizay und Moncoutant bis zu einer Kreuzung mit der ehemaligen Nationalstraße 149Bis (heute Departementsstraße 949B) und war insgesamt 40 Kilometer lang.
Aus der Ortschaft L’Absie aus führte der zweite Abschnitt über Coulonges-sur-l’Autize zur Stadt Niort, wo die Nationalstraße ihr ehemaliges Ende hatte. Der zweite Abschnitt war insgesamt 36 Kilometer lang.